# Sinningia

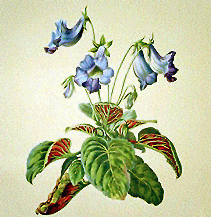
Sinningia speciosa.

Sinningia é um género botânico pertencente à família Gesneriaceae, encontrado na América Central e América do Sul apresentando uma grande concentração de espécies na região sul do Brasil.
Os beija-flores são os principais polinizadores da família.

## Sinonímia
Alagophyla, Almana, Biglandularia, Corytholoma, Dircaea, Dolichodiera, Fimbrolina, Gesnera, Ligeria, Megapleilis, Orthanthe, Rechsteineria, Rosanowia, Stenogastra, Styrosinia, Tapeinotes, Tapina, Tulisma , Gloxinia.

## Espécies
Apresenta 96 espécies:
Sinningia aghensis Sinningia aggregata Sinningia allagophylla
Sinningia amambayensis Sinningia araneosa Sinningia areneosa
Sinningia atro Sinningia barbata Sinningia brasiliensis
Sinningia bulbosa Sinningia calcaria Sinningia calycina
Sinningia canescens Sinningia carangolensis Sinningia cardinalis
Sinningia carolinae Sinningia caulina Sinningia claybergiana
Sinningia cochlearis Sinningia concinna Sinningia conspicua
Sinningia cooperi Sinningia curtiflora Sinningia defoliata
Sinningia discolor Sinningia douglasii Sinningia elatior
Sinningia eumorpha Sinningia floribunda Sinningia galzioviana
Sinningia gesnerifolia Sinningia gesneriifolia Sinningia gigantifolia
Sinningia glazioviana Sinningia gloxiniflora Sinningia guttata
Sinningia harleyi Sinningia hatschbachii Sinningia helleri
Sinningia hirsuta Sinningia iarae Sinningia incarnata
Sinningia insularis Sinningia kautskyi Sinningia lateritia
Sinningia leopoldii Sinningia leucotricha Sinningia lindlyyi
Sinningia lineara Sinningia lineata Sinningia macropoda
Sinningia macrorhiza Sinningia macrorrhiza Sinningia macrostachya
Sinningia magnifica Sinningia mauroana Sinningia menziesiana
Sinningia micans Sinningia nivalis Sinningia nordestina
Sinningia piresiana Sinningia polyantha Sinningia punctata
Sinningia purpurea Sinningia purpureo Sinningia pusilla
Sinningia rechsteineria Sinningia regina Sinningia reitzii
Sinningia richii Sinningia rupicola Sinningia sanguinea
Sinningia sceptrum Sinningia schiffneri Sinningia schomburgkiana
Sinningia sellovii Sinningia speciosa Sinningia striata
Sinningia stricta Sinningia sulcata Sinningia tribracteata
Sinningia tuberosa Sinningia tubiflora Sinningia valsuganensis
Sinningia velutina Sinningia verticillata Sinningia villosa
Sinningia warmingii Sinningia warscewiczii Sinningia warszewiczii
Sinningia Hybriden

## Nome e referências
Sinningia Nees